# توماس وارتون
توماس وارتون (بالإنجليزية: Thomas Warton)‏ (9 يناير 1728- 21 مايو 1790)، ناقد و مؤرخ أدبي وشاعر إنجليزي. وقد كان في الفترة الممتدة بين 1785 حتى 1790 شاعر البلاط في إنجلترا.

## روابط خارجية
- توماس وارتون على موقع الموسوعة البريطانية (الإنجليزية)
- توماس وارتون على موقع إن إن دي بي (الإنجليزية)